# ۳٬۴-(متیلن‌دی‌اکسی‌فنیل)-۱-پروپانون
۳،۴-(متیلن‌دی‌اکسی‌فنیل)-۱-پروپانون (به انگلیسی: 3,4-(Methylenedioxyphenyl)-1-propanone) با فرمول شیمیایی C۱۰H۱۰O۳ یک ترکیب شیمیایی است. که جرم مولی آن ۱۷۸٫۱۸۵ g/mol می‌باشد. 